# 席固
席 固（せき こ、504年 - 564年）は、中国の南北朝時代の人物。字は子堅。本貫は安定郡。

## 経歴
高祖父の席衡の代に襄陽に移住し、そのため生家は襄陽の名族として知られた。梁の大同年間、席固は斉興郡太守となった。元帝が江陵で帝位につくと、興州刺史に転じた。大統16年（550年）、西魏に帰順した。宇文泰の礼遇を受け、使持節・驃騎大将軍・開府儀同三司・大都督・侍中・豊州刺史に任じられ、新豊県公に封じられた。後に湖州刺史に転じた。強く入朝を求めて認められ、爵位は静安郡公に進んだ。まもなく昌帰憲三州諸軍事・昌州刺史に任じられた。保定4年（564年）、昌州で死去した。享年は61。大将軍・襄唐豊郢復五州刺史の位を追贈された。諡は粛といった。

## 子女
- 席世雅（後嗣、字は彦文、順直二州刺史、大将軍）
- 席世英（上開府儀同大将軍）

## 伝記資料
- 『周書』巻44 列伝第36
- 『北史』巻66 列伝第54